# Godall Edicions
Godall Edicions és una editorial catalana amb seu a la ciutat de Barcelona que es va fundar l'any 2011.
El catàleg de Godall Edicions consta de tres col·leccions: «Godall», dedicada a la narrativa i l'assaig, «Cadup», dedicada a la poesia en català, i «Alcaduz», poesia en castellà. La professora Matilde Martínez Sallés n'és la promotora i editora, l'escriptora i traductora Tina Vallès s'encarrega de la coordinació editorial i Xavi Simó n'és el dissenyador gràfic, l'autor de totes les cobertes i les maquetes dels llibres i també del marxandatge.